# 星界神話
《星界神話》是由台灣傳奇網路開發製作的一款大型多人線上角色扮演遊戲。《星界神話》是一款童話繪本風格的遊戲，遊戲中玩家扮演的冒險者將協助失去力量的星界王姬-----碧藍星•伊玟找回聖砝碼重返星界，並搭乘移動小屋橫跨廣闊的大陸，在無盡的大地上體驗各種奇遇，透過多數族群的動漫迷們聊天互動及社交推廣也讓《星界神話》在剛推出的這段期間內人氣持續不斷的上升。

## 歷史
- 2014年1月7日：傳奇網路公司發布年度營運計劃，於營運計劃中，《星界神話》原譯名《Project E》的遊戲名稱與宣傳圖首度公開。[1]
- 2015年4月24日：《星界神話》形象官方網站正式公開，遊戲主題曲、遊戲宣傳影片曝光。[2]
- 2015年4月29日：傳奇網路公司宣布將於2015/05/07展開菁英封測。[3]
- 2015年5月22日：傳奇網路公司宣布將於2015/06/04展開第二次封測
- 2015年6月4日 : Alta Multimedia營運團隊公佈將於2015/06/17進行刪檔封測
- 2015年6月7日 : 傳奇網路公司宣布將於2015/06/11全面公測
- 2015年6月19日 : Alta Multimedia營運團隊公佈將於2015/06/24全面公測
- 2015年6月25日 : 傳奇網路公司宣布人物開放上等級上限至55等級
- 2015年7月8日 : Alta Multimedia營運團隊公佈人物開放上等級上限至55等級
- 2015年7月16日：《星界神話》[KR] 形象官方網站正式公開
- 2015年7月30日 : 傳奇網路公司宣布人物開放上等級上限至65等級
- 2015年8月19日 : Alta Multimedia營運團隊公佈人物開放上等級上限至65等級
- 2015年11月6日：《星界神話》日本 形象官方網站正式公開
- 2015年12月17日 : 傳奇網路公司宣布人物開放上等級上限至70等級
- 2016年1月22日 : 傳奇網路公司宣布人物開放上等級上限至75等級
- 2018年6月27日 : 《星界神話》10:00a.m港澳服正式結束營運

## 音乐
主題曲由YOFFY作词、作曲，大石憲一郎编曲，DelightStyle演唱。

## 外部連結
- 星界神話 台灣官網 （页面存档备份，存于）
- 星界神話 官方粉絲團
- Astral Realm English Community
- Astral Realm English Wiki
- 星界神話 香港官網
- 星界神話 KR官網[]
- 星界神話 日本官網 （页面存档备份，存于）